# غاري غويتون
غاري غويتون (بالإنجليزية: Gary Guyton)‏ هو لاعب كرة قدم أمريكية أمريكي، ولد في 14 نوفمبر 1985 في هاينزفيل في الولايات المتحدة.

## وصلات خارجية
- غاري غويتون على موقع مرجع كرة القدم المحترفة.كوم (الإنجليزية)